# Iñaki Muñoz Oroz
Iñaki Muñoz Oroz (nascut el 2 de juliol de 1978 a Pamplona) és un exfutbolista professional navarrès, que ocupava la posició de migcampista defensiu.

## Trajectòria
Tret d'una cessió al CD Toledo la temporada 00/01, el migcampista va militar durant deu campanyes al CA Osasuna, club on es va formar. Va fer la seua primera aparició a la màxima categoria al desembre de 2001, en partit contra l'Athletic Club. Va esdevindre un important membre de l'equip, tot arribant als 30 partits i cinc gols la temporada 05/06, en la qual els navarresos van acabar 4ts, assolint classificació per a la Champions.
El 2007 marxa a l'Athletic Club, on no ha comptat tant com a l'Osasuna.

## Internacional
Muñoz ha estat internacional amb la selecció d'Euskadi. També va jugar amb la selecció autonòmica navarresa.